# Міхай-Вітязу (комуна, Клуж)
Міхай-Вітязу (рум. Mihai Viteazu) — комуна у повіті Клуж в Румунії. До складу комуни входять такі села (дані про населення за 2002 рік):
- Кея (595 осіб)
- Корнешть (781 особа)
- Міхай-Вітязу (4373 особи)

Комуна розташована на відстані 296 км на північний захід від Бухареста, 28 км на південний схід від Клуж-Напоки.

## Населення
За даними перепису населення 2002 року у комуні проживали 5749 осіб.
Національний склад населення комуни:
| Національність | Кількість осіб | Відсоток |
| -------------- | -------------- | -------- |
| румуни         | 4094           | 71,2%    |
| угорці         | 1575           | 27,4%    |
| цигани         | 75             | 1,3%     |
| німці          | 2              | < 0,1%   |
| українці       | 1              | < 0,1%   |
| італійці       | 1              | < 0,1%   |

Рідною мовою назвали:
| Мова       | Кількість осіб | Відсоток |
| ---------- | -------------- | -------- |
| румунська  | 4145           | 72,1%    |
| угорська   | 1593           | 27,7%    |
| циганська  | 6              | 0,1%     |
| українська | 1              | < 0,1%   |
| німецька   | 1              | < 0,1%   |
| сербська   | 1              | < 0,1%   |
| італійська | 1              | < 0,1%   |

Склад населення комуни за віросповіданням:
| Релігія                                       | Кількість осіб | Відсоток |
| --------------------------------------------- | -------------- | -------- |
| православні                                   | 3829           | 66,6%    |
| унітарії                                      | 796            | 13,8%    |
| реформати                                     | 582            | 10,1%    |
| римо-католики                                 | 232            | 4,0%     |
| п'ятдесятники                                 | 49             | 0,9%     |
| греко-католики                                | 39             | 0,7%     |
| баптисти                                      | 38             | 0,7%     |
| адвентисти                                    | 18             | 0,3%     |
| не релігійні                                  | 18             | 0,3%     |
| лютерани (Синодально-пресвітеріанська церква) | 2              | < 0,1%   |
| старообрядці                                  | 1              | < 0,1%   |
| атеїсти                                       | 1              | < 0,1%   |
| не вказали релігію                            | 4              | 0,1%     |

## Зовнішні посилання
- Дані про комуну Міхай-Вітязу на сайті Ghidul Primăriilor [Архівовано 5 лютого 2009 у Wayback Machine.]